# Lago Lyndon
O Lago Lyndon é um pequeno lago da região de Canterbury na Ilha do Sul da Nova Zelândia.  Encontra-se perto de "Porters Pass" e auto-estrada 73 (State Highway 73). O lago é rodeado pelo Parque Korowai/Torlesse Tussocklands, sendo a nascente do Rio Acheron, que corre até chegar ao Rio Rakaia. O Monte Lyndon está a oeste do lago.

## Ligações Externas
- (em inglês) Lake Lyndon Lodge
- (em inglês) Information about Korowai/Torlesse Tussocklands Park
- (em inglês) Winter Lake Fishing Options in Canterbury - contem parágrafos sobre o Lago Lyndon
- (em inglês) Another page with some information about fishing in Lake Lyndon